# Căn cứ Lai Khê
Căn cứ Lai Khê là căn cứ cũ của Quân lực Việt Nam Cộng hòa (QLVNCH) và Quân đội Mỹ đóng tại ấp Lai Khê, xã Lai Hưng, huyện Bến Cát (nay thuộc huyện Bàu Bàng), tỉnh Bình Dương, dọc theo Quốc lộ 13 về phía Tây Bắc Sài Gòn và cách Thủ Dầu Một khoảng 20 km phía bắc tỉnh này.

## Lịch sử
Trong chiến tranh Việt Nam, Lai Khê là một thị trấn đồn trú do Sư đoàn 5 Bộ binh QLVNCH đóng tại đó trong hầu hết thập niên 1960/1970.
Lai Khê cũng là Sở chỉ huy Sư đoàn 1 Bộ binh của Lục quân Mỹ từ tháng 10 năm 1967 đến tháng 1 năm 1970.
Các đơn vị quân đội Mỹ khác đóng tại Lai Khê bao gồm:
- Tiểu đoàn 121 Truyền tin (1965 – 1970)
- Bệnh viện Phẫu thuật số 2 (1968 – Tháng 3, 1970)[2]:213
- Tiểu đoàn 2, Thiết đoàn 5 Kỵ binh (Tháng 4 – Tháng 12 năm 1969)[2]:126
- Tiểu đoàn 5, Sư đoàn 7 Kỵ binh (Tháng 4 – Tháng 12 năm 1969)[2]:128
- Trung đoàn 11 Thiết giáp (Tháng 2 năm 1969)[2]:130
- Tiểu đoàn 6, Pháo binh 15 (Tháng 5, 1967 - Tháng 7, 1968)[2]:99
- Bệnh viện Phẫu thuật số 18 (Tháng 12, 1967 – Tháng 2, 1968)[2]:215
- Tiểu đoàn 2, Pháo binh 33 (Tháng 7, 1967 – Tháng 4, 1970)[2]:104
- Đại đội 173 Trực thăng Tấn công (1966 – Tháng 3, 1972)[2]:122
- Tiểu đoàn 554 Công binh (Tháng 10, 1969 – 1971) [2]:174
- Đại đội 337 Nghiên cứu Vô tuyến, Tiểu đoàn 303 Nghiên cứu Vô tuyến, Liên đoàn 509 Nghiên cứu Vô tuyến (ASA)
- Trung đội 4 Đại đội 45 Quân y (cứu thương trên không) [AKA "Dustoff"] (Tháng 6, 1966 – Tháng 2, 1969)
- Phi đội 1, Thiết đoàn 9 Kỵ binh
  - Binh đoàn Bravo[3]:67
  - Binh đoàn Echo - thành lập tại đây vào ngày 1 tháng 9 năm 1970[3]:141

Ngày 28 tháng 7 năm 1971, một cuộc tấn công của đội đặc công QĐNDVN/QGPMNVN vào căn cứ này đã phá hủy bốn trực thăng Mỹ và làm hư hỏng chiếc thứ năm.

## Hiện tại
Sau khi chiến tranh chấm dứt ngày 30 tháng 4 năm 1975, Phần lớn khu căn cứ này đều được chuyển sang làm nhà ở và đất canh tác trong lúc một phần căn cứ vẫn được Quân đội Nhân dân Việt Nam sử dụng cho đến nay.